# Dummytraining

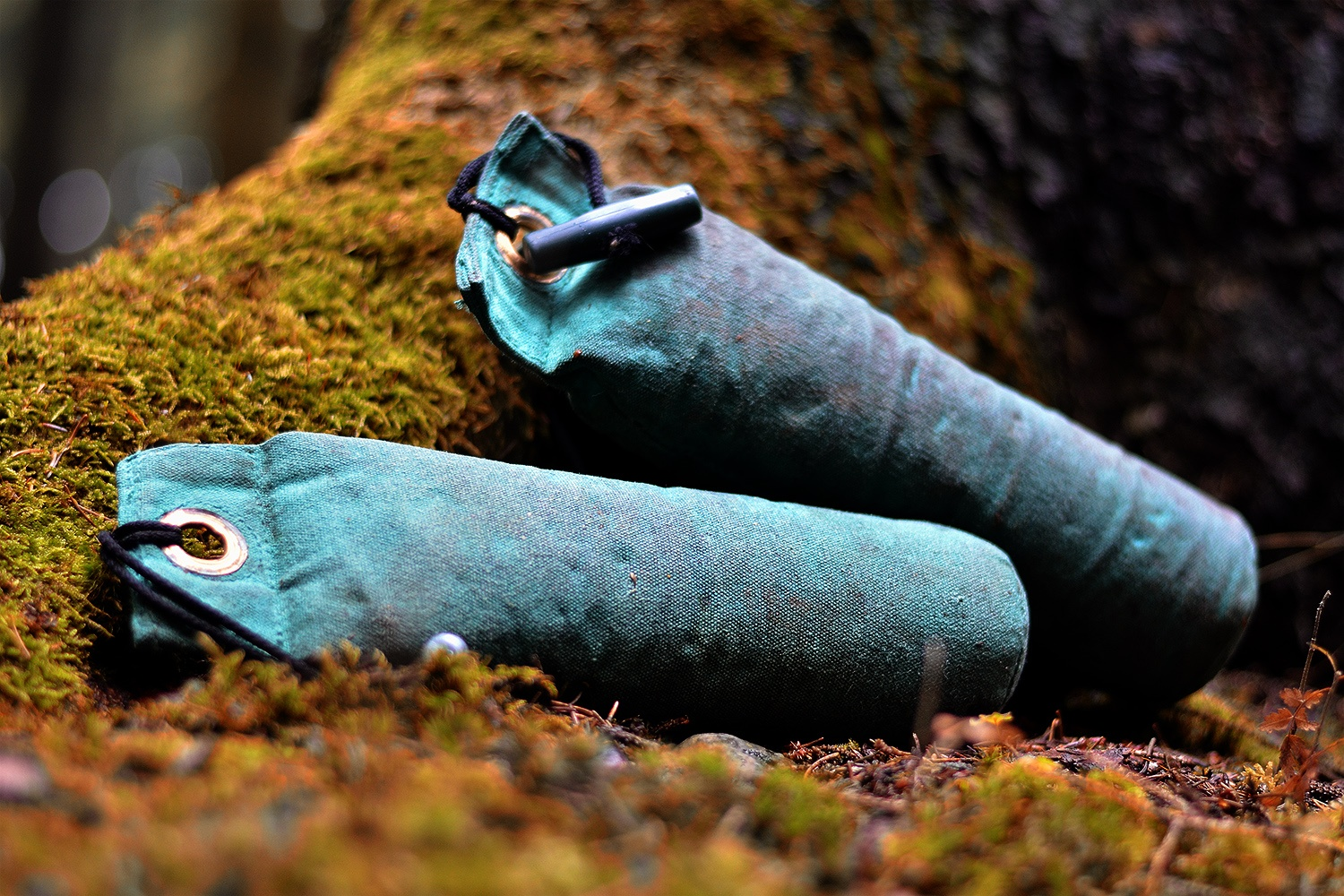
Zwei Dummys

Beim Dummytraining werden Hunde im Gelände zum waidgerechten Apportieren ausgebildet, wobei statt der angeschossenen oder toten Jagdbeute eine Attrappe (Dummy) (siehe auch Futterdummy) verwendet wird.
Ursprünglich wurden bestimmte Hunderassen, die Retriever, für die Jagd auf Wasservögel zum Apportieren nach dem Schuss gezüchtet. Um bei der Hundeausbildung auf totes oder gar lebendes Wild verzichten zu können, wird mit Dummys gearbeitet. Diese bestehen meist aus Segeltuch- bzw. Canvasstoff-Säckchen, die mit Kunststoffgranulat oder Sägemehl gefüllt sind.
In der Zwischenzeit hat sich diese spezielle Art der Ausbildung zu einer eigenständigen Disziplin entwickelt, die zwar immer noch den Grundgedanken der Jagdausbildung verfolgt, aber von vielen aus rein sportlichen Gesichtspunkten betrieben wird. Durch wechselndes Gelände und unterschiedlichste Apportieraufgaben ist dies eine sehr anspruchsvolle, interessante und abwechslungsreiche Arbeit für den Hund, die ihn körperlich und geistig fordert. Das gute Zusammenspiel zwischen Hundeführer und Hund sind die Basis jeder erfolgreichen Dummyarbeit.
Die gesamte Dummyarbeit baut auf den drei Grundpfeilern Markieren, Suchen und Einweisen auf.

## Markieren

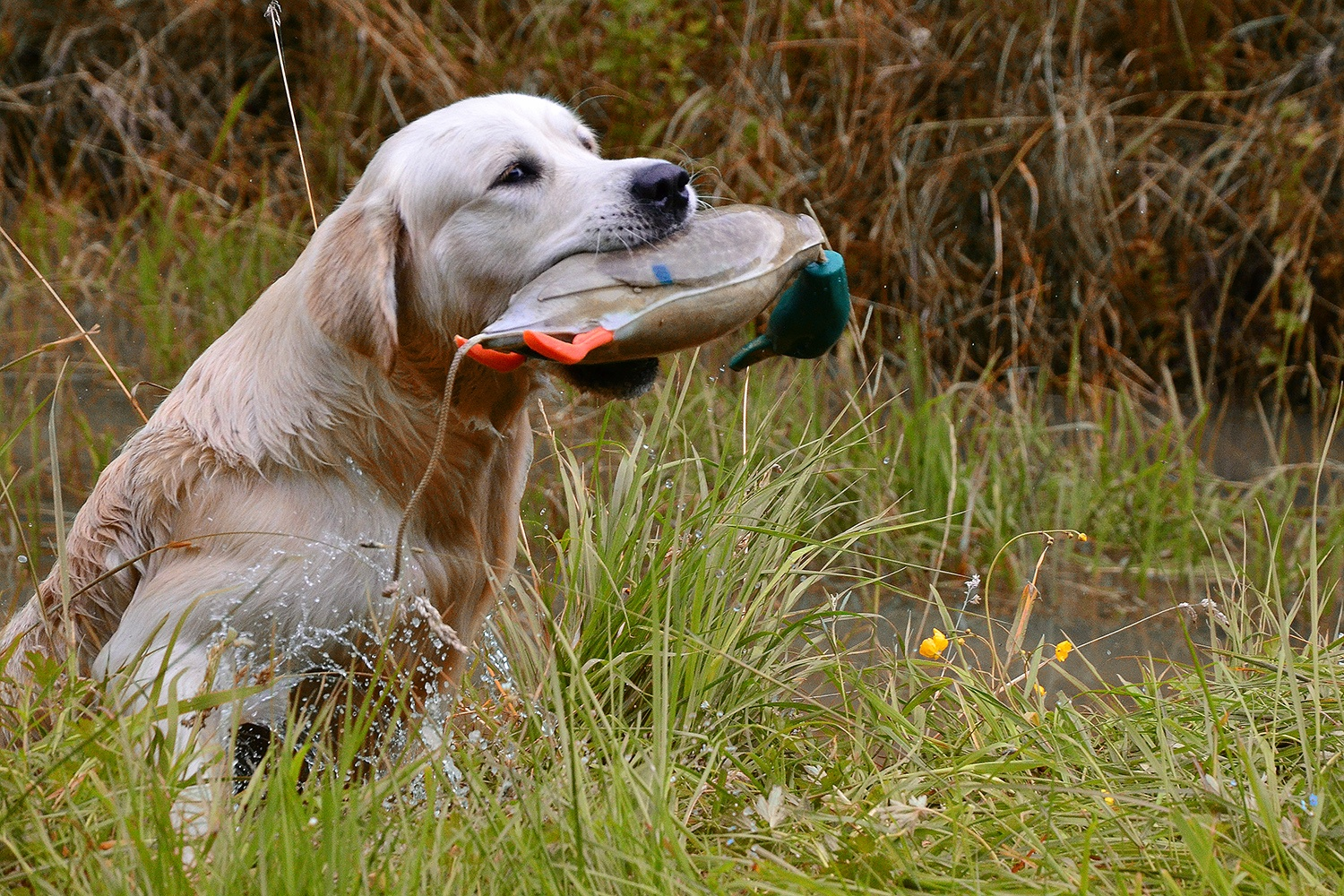
Golden Retriever mit Enten-Dummy

Ein gut ausgebildeter Retriever soll das (simulierte) Jagdgeschehen aufmerksam verfolgen, wenn er während des Treibens neben seinem Führer ruhig wartet. Er soll selbständig die Flugbahn des „geschossenen Vogelwildes“ beobachten und sich die Fallstelle merken (markieren). Ein Apportierhund muss die Fähigkeit haben, die Entfernung zur Fallstelle einzuschätzen, auch wenn er die Flugbahn des Vogels nicht vollständig, sondern nur teilweise beobachten kann. Oftmals liegt auch die Fallstelle des Stückes verdeckt im Bewuchs, hinter Büschen oder Bäumen, so dass der Hund sie nicht sehen kann. Auch dann wird von einem guten Apportierhund erwartet, dass er Richtung und Entfernung zu der Fallstelle des Stückes einschätzen kann.
Bei der Streifjagd wird der Retriever geschickt, sowie ein Stück gefallen und die Linie der Schützen stehen geblieben ist. Er kann dann ohne große Zeitverzögerung arbeiten. Beim Standtreiben hingegen lässt man, um den Ablauf des Treibens nicht zu stören, den Hund erst nach Beendigung des Treibens apportieren. Während des Treibens wird der Hund einzig auf verletztes, flüchtendes Wild (engl. runner) geschickt; dies aus jagdethischen Gründen. Ein guter Apportierhund muss deshalb fähig sein, sich mehrere Fallstellen geschossener Stücke (Markierungen) gleichzeitig, auch über einen längeren Zeitraum hinweg, zu merken. Er soll diese nach Beendigung des Standtreibens dann zielsicher anlaufen, nacheinander ausarbeiten und die geschossenen Stücke bringen. Ein gut ausgebildeter Apportierhund ist in der Lage, gefallene, aber noch lebende Stücke vor den bereits verendeten auf direktem Weg anzulaufen und zu bringen.
Beim Markieren sind nicht nur die Fähigkeiten der Augen gefragt. Im Fallbereich liegt das Stück meist für den Hund nicht sichtbar in höherem Bewuchs, so dass er wie jeder andere Jagdgebrauchshund lernen muss, seine Nase einzusetzen. Er soll selbständig in einem engen Bereich um die Fallstelle suchen, ohne aber in eine weiträumige Suche überzugehen. Ist das Stück verletzt und flüchtet, muss der Hund eigenständig das Geläuf oder die Spur des Stückes aufnehmen und diese ausarbeiten. Bei Erreichen des verletzten Wildes wird vom Hund erwartet, ohne Zögern und weiteren Befehl zu greifen und zu apportieren.

## Suchen

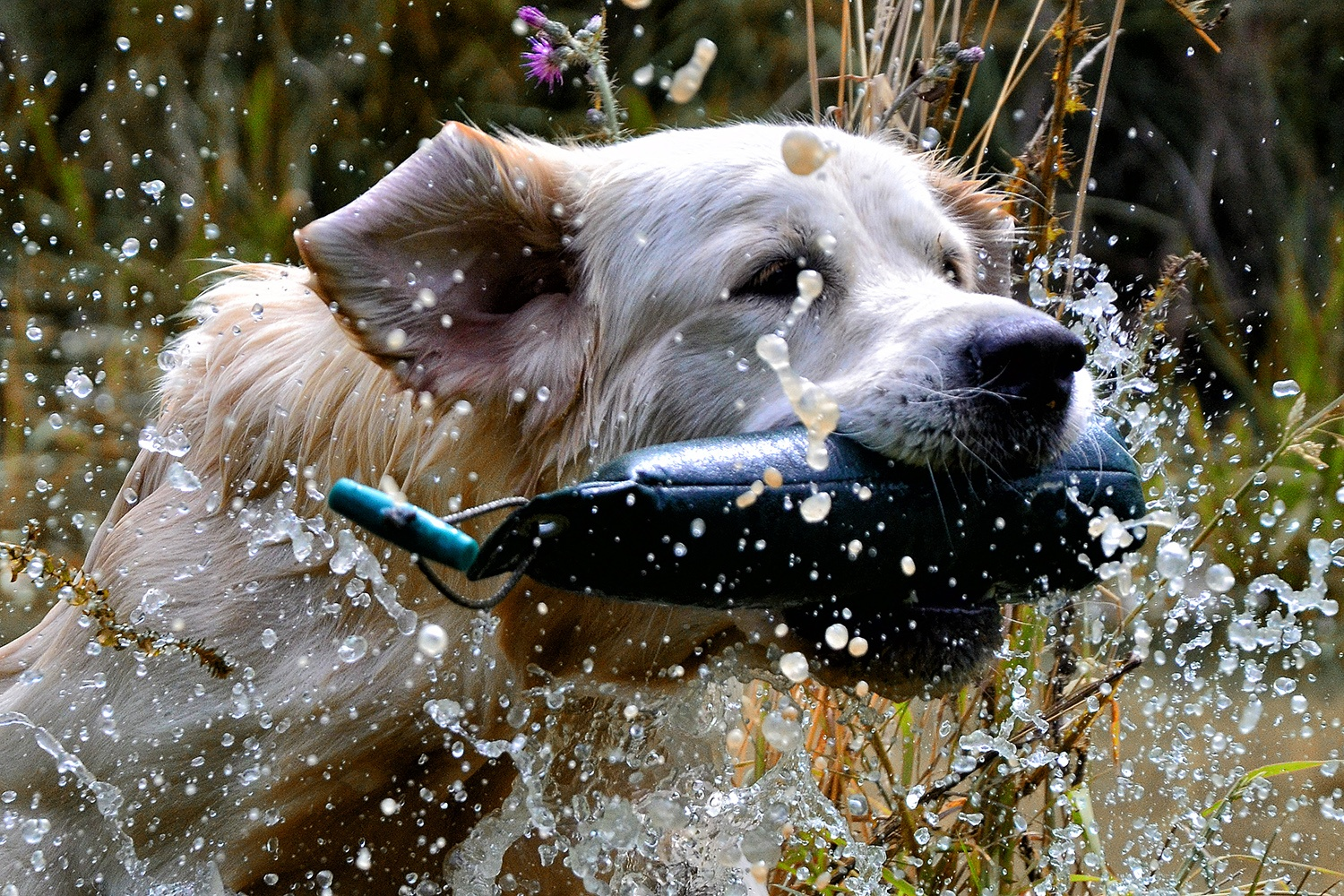
Golden Retriever beim Dummy-Training am Wasser

Unter Suchen, auch „Freiverlorensuchen“ genannt, versteht man einen Apport, bei dem der Hund nicht markieren konnte und auch der Hundeführer nicht genau weiß, wo die Fallstelle des Wildes ist. Der Hund soll hierbei durch selbständiges Suchen das Wild finden. Falls es sich um angeschossenes Wild handelt, muss der Hund die Spur aufnehmen, ausarbeiten und das Wild bringen.
In der Jagdpraxis ist daher das selbständige Arbeiten bei einer Verlorensuche von größter Bedeutung, weil der Hundeführer dem Hund nur die ungefähre Richtung des Suchgebietes anzeigen kann. Viele Verlorensuchen finden in hohem Bewuchs statt, wo es dem Hund nicht mehr möglich ist, seinen Führer um Hilfe zu fragen. Es kann sich auch eine Kombination aus Markierung und Suche ergeben, zum Beispiel, wenn ein markiertes Stück Wild in eine dichte Deckung fällt oder ein angeschossenes Stück Wild (Runner) von der Fallstelle flüchtet. Darüber hinaus besteht die Möglichkeit, dass nur der Hundeführer das Wild markieren konnte. Dann muss der Hund auf die Fallstelle eingewiesen werden und dort auf Befehl suchen.

## Einweisen
Beim Einweisen lenkt der Hundeführer den Hund mit Hilfe von Stimme, Pfeife und Handzeichen möglichst auf direktem Weg in das Fallgebiet des Stückes. Anders als bei der freien Verlorensuche soll der Hund hierbei nicht in den Wind suchen und so größere Geländeflächen abdecken. Der Hund soll den Einweisezeichen des Hundeführers folgen und sich leicht dirigieren lassen. Der Hund ist bei dieser Arbeit über weite Strecken vom Hundeführer abhängig und sollte gehorsam und exakt auf die Hilfen und Richtungsangaben reagieren. In dem Moment, in dem er im Zielgebiet angekommen ist, soll er auf Befehl in einem sehr engen Bereich mit einer selbständigen Suche beginnen. Deshalb darf er auch beim Einweisen seine Selbständigkeit nicht verlieren. 
Im Zielbereich angekommen erwartet man von ihm Eigeninitiative, Selbständigkeit und Finderwillen. Sinn und Zweck dieser Arbeitsweise ist es, möglichst schnell in den Besitz des Stückes zu kommen und dabei die Kräfte des Hundes zu schonen und so wenig Gelände wie nötig zu beunruhigen. 
Beim Einweisen kommt es in einem sehr hohen Maße auf eine absolut saubere Grundausbildung an. Bevor man mit einem gezielten Training beginnt, sollten dem Hund die Grundlagen eines sicheren Gehorsams bereits vermittelt worden sein. Bei den Übungen muss man den Aufgabenbereich in mehrere kleine Teile untergliedern. Jede Teilaufgabe ist wie ein Puzzelstein zum Gesamtbild "Einweisen". Alle Puzzelsteine müssen separat gelernt und geübt werden. Nur wenn das Voranschicken, Rechts- und Linksschicken, Zurückschicken, Zurückkommen und Stoppen vom Hund völlig beherrscht werden, passt auch alles ins Gesamtbild. 
Die Hör- und Sichtzeichen, mit denen man sich mit dem Hund verständigen will, müssen durch kontinuierliches Training erst erlernt werden. Nur wenn der Hund diese Kommunikationsmittel verstanden hat, ist das Einweisen auch über weite Entfernungen möglich. Eine gute Einweisbarkeit des Hundes setzt großes Vertrauen des Hundes zu seinem Führer voraus und auch die Bereitschaft des Hundes, mit dem Menschen zusammenzuarbeiten.